# پارتی مجردی ۲: آخرین وسوسه
پارتی مجردی ۲: آخرین وسوسه (انگلیسی: Bachelor Party 2: The Last Temptation) فیلمی در ژانر کمدی به کارگردانی جیمز رایان است که در سال ۲۰۰۸ منتشر شد.

## خلاصه داستان
«ملیندا» عاشق نامزدش، یعنی پسری بنام «ران» است اما برادرش هنوز «ران» را تأیید نکرده‌است. او (برادر ملیندا) می‌خواهد تا «ملیندا» ازدواجش با «ران» را کنسل کند اما برای این کار او باید کاری کند تا بنظر برسد «ران» همه چیز را خراب کرده‌است. او امیدوار است با مهیا کردن بهترین مهمانی مجردی دنیا به هدفش برسد …

## بازیگران
- جاش کوک
- سارا فاستر
- وارن کریستی
- امانوئل ووگیر
- آدری لندرز
- هارلند ویلیامز